# Mistrzostwa Europy w Zapasach 1903
Mistrzostwa Europy w zapasach 1903 – 3. nieoficjalne mistrzostwa Europy w zapasach (styl klasyczny), które odbyły się w holenderskim mieście Rotterdam. Zawodnicy rywalizowali w stylu klasycznym w kategorii Open. Złotym medalistą został Gustav Frištenský reprezentujący Bohemię (Czechy). 

## Medaliści
| Kat. wagowa | Złoto             | Srebro                | Brąz          |
| ----------- | ----------------- | --------------------- | ------------- |
| Open        | Gustav Frištenský | Hans Heinrich Egeberg | Joseph Plombe |

## Tabela medalowa
| Poz. | Państwo |   |   |   | Łącznie |
| ---- | ------- | - | - | - | ------- |
| 1    | Bohemia | 1 | 0 | 0 | 1       |
| 2    | Dania   | 0 | 1 | 0 | 1       |
| 3    | Belgia  | 0 | 0 | 1 | 1       |